# Malin Persson Giolito
Malin Persson Giolito (ur. 25 września 1969 w Bromma) – szwedzka prawniczka i pisarka.

## Życie
Jest córką pielęgniarki Birgitty Liedstrand i kryminologa oraz pisarza Leifa GW Perssona. Wychowała się w Djursholm w regionie Sztokholm. Ukończyła studia prawnicze na Uppsala universitet w 1994 i pracowała najpierw w Trybunale Sprawiedliwości Unii Europejskiej w Luksemburgu. Ukończyła studia magisterskie w zakresie prawa Unii Europejskiej w Kolegium Europejskim w Brugii. Studiowała także na Uniwersytecie w Sztokholmie i we francuskim Université catholique de l'Ouest. Następnie zatrudniona była w latach 1997–2007 w największej szwedzkiej kancelarii prawniczej Mannheimer Swartling, skąd została zwolniona, gdy trzeci raz zaszła w ciążę. Potem pracowała jako administrator w zakresie prawa konkurencji w Komisji Europejskiej w Brukseli. Od 2015 poświęca się wyłącznie pisarstwu. Mieszka w Brukseli i ma rodzinę.

## Twórczość
Jako pisarka Persson Giolito zadebiutowała 2008 powieścią Dubbla slag. Powieść ma charakter autobiograficzny, jej protagonistka jest podobnie jak autorka prawniczką próbującą pogodzić macierzyństwo z pracą w kancelarii. Następna powieść, Bara ett barn (2010, pl. To tylko dziecko 2014), traktuje o dziecku zaniedbanym przez społeczeństwo. Bortom varje rimligt tvivel (2012, pl. Ponad wszelką wątpliwość 2014) opowiada o adwokacie Sophi Weber, która broni podejrzanego mordercę i pedofila, który być może jest niewinny.
W 2016 ukazała się powieść Störst av allt (pl. Ruchome piaski 2017), thriller sądowy, którego główni bohaterowie, należący do klasy wyższej, licealiści Maja i Sebastian, popełniają szkolną masakrę. Akcja rozgrywa się w zamożnym Djursholm, miejscu dorastania autorki, ważnym motywem są segregacja i nierówności w społeczeństwie. Była to najbardziej sprzedawana książka literatury pięknej w sieci księgarni Akademibokhandeln w 2017. Svenska Deckarakademin mianował Störst av allt szwedzką powieścią kryminalną roku 2016. W 2017 powieść wyróżniona została skandynawską nagrodą Szklany Klucz, był to pierwszy raz kiedy nagrodę przyznano szwedzkiemu autorowi od 2011 kiedy to otrzymał ją ojciec Persson Giolito, Leif GW Persson. W 2017 powieść zajęła drugie miejsce w głosowaniu czytelników na Książkę Roku zorganizowanym przez największy szwedzki klub książki, Bonniers Bokklubbar. Netflix oznajmił, że sfilmuje powieść jako swój pierwszy szwedzki serial.
W lutym 2018 ukazała się nowela Persson Giolito Processen, której bohaterem jest podejrzany o terroryzm student prawa Youssuf K. – nawiązanie do Procesu Kafki. Autorka zainspirowana była odpowiedzią społeczeństwa na ataki terrorystyczne, zwłaszcza atmosferą we Francji po ataku w siedzibie tygodnika Charlie Hebdo. Cały zysk ze sprzedaży noweli w Szwecji przekazała Amnesty International.
Persson Giolito współpracuje z czasopismem dla kobiet Amelia gdzie pisze o literaturze.